# Tiroteo de Sunrise de 2021
El 2 de febrero de 2021, se produjo un tiroteo entre un hombre armado y varios agentes de la Oficina Federal de Investigaciones (FBI) en un complejo de apartamentos en Sunrise, Florida, Estados Unidos. Los agentes estaban cumpliendo una orden judicial relacionada con un caso de explotación infantil. Dos agentes del FBI fueron asesinados a tiros y otros tres resultaron heridos. El atacante, que era objeto de la orden judicial, fue encontrado muerto después de atrincherarse dentro del apartamento. El incidente fue uno de los más mortíferos en la historia del FBI.

## Tiroteo
A las 6:04 a. m., hora local, los agentes del FBI que investigaban un caso de explotación infantil se presentaron con una orden federal en el complejo de apartamentos Walter Terrace, ubicado en una comunidad privada en Sunrise, a 18 km de Fort Lauderdale. Buscaban una computadora y otras pruebas para el caso, y estaban respaldados por agentes del Departamento de Policía de Sunrise. Mientras los oficiales ejecutaban la orden, fueron atacados por un hombre armado que disparaba desde el interior de la casa. Cinco agentes recibieron los tiros, dos de ellos fatalmente, lo que provocó una respuesta masiva de las fuerzas del orden, incluido un equipo de contingencia SWAT. El atacante luego se atrincheró dentro de la casa durante varias horas y fue encontrado muerto, según los informes, por una herida de bala autoinfligida. El tiroteo fue el incidente más violento en la historia del FBI desde el tiroteo de 1986 en Miami que dejó dos agentes muertos y otros cinco heridos, y también fue la primera vez que un agente recibió un disparo fatal en su cumplimiento del deber desde 2008.

## Víctimas
Dos agentes del FBI murieron en el tiroteo y otros tres resultaron heridos. Los agentes fallecidos fueron identificados como el agente especial Daniel Alfin, de 36 años; y la agente especial Laura Schwartzenberger, de 43 años. Schwartzenberger había estado con el FBI desde 2005 y Alfin desde 2009. Dos de los agentes lesionados se encontraban en condición estable en un hospital, mientras que el tercero no requirió hospitalización.

## Autor
El autor del ataque, David Lee Huber, fue identificado como el sujeto al que iba dirigido la orden federal. El FBI y los investigadores dijeron que estaba siendo investigado por posesión de pornografía infantil. Una portavoz de la policía de Sunrise dijo que el departamento no había tenido tratos previos con Huber, ni estaban al tanto de ninguna preocupación previa de que estuviera armado. Sus únicas interacciones con la policía fueron a través de una serie de multas de tránsito y un desalojo en Colorado.
Huber nació en Luisiana y vivió en Florida del Sur la mayor parte de su vida. Se casó con una mujer a fines del 2000 y tuvo dos hijos, pero se divorció de ella en 2016. Huber asistió a una universidad no especificada en el condado de Broward, según un currículum en línea que escribió. Dirigió una empresa de reparación de computadoras con su entonces esposa desde 2004 hasta alrededor de 2006, luego una empresa de consultoría informática desde 2006 hasta 2011. De 2013 a 2020, trabajó en una serie de actividades relacionados con la informática. Un vecino describió a Huber como un hombre raro y antisocial que vivía solo y con pocos muebles.

## Reacciones
El presidente Joe Biden reaccionó al tiroteo y dijo que "le duele el corazón" por los agentes fallecidos. El director del FBI, Christopher Wray, elogió a los dos agentes fallecidos en un comunicado y también dijo que el FBI "estará eternamente agradecido por su valentía". La Asociación de Agentes del FBI ofreció sus condolencias a los heridos y dijo que la muerte de los dos agentes fue "devastadora para toda la comunidad del FBI y para nuestro país".